# Lê Văn Duyệt
Lê Văn Duyệt (1763 hoặc 1764 – 28 tháng 8 năm 1832) còn gọi là Tả Quân Duyệt, là một nhà chính trị, nhà quân sự lớn trong lịch sử Việt Nam. Ông là một trong các chỉ huy chính của quân đội chúa Nguyễn Ánh trong cuộc chiến với Tây Sơn. Khi chiến tranh kết thúc và nhà Nguyễn được thành lập, ông trở thành một đại thần, phục vụ hai triều vua Gia Long (tức Nguyễn Ánh) và Minh Mạng.
Ông nội ông là người gốc Quảng Ngãi, vào Tiền Giang lập nghiệp nên ông sinh ra tại Tiền Giang. Lê Văn Duyệt gia nhập quân đội Gia Định, cùng chúa Nguyễn Ánh chống lại nhà Tây Sơn từ năm 1781. Ông cầm quân thắng nhiều trận lớn, nên nhanh chóng thăng tiến trong hàng ngũ của quân Gia Định tới chức chỉ huy Tả Quân vào thời điểm cuộc chiến kết thúc. Sau khi nhà Nguyễn thành lập, ông trở thành một vị quan, tướng quân giữ nhiều chức vụ quan trọng của triều đình, nhiều lần công cán ở cả phía Bắc thành và hai lần được cử làm Tổng trấn Gia Định Thành.
Việc cai trị của ông đã góp công lớn giúp ổn định và phát triển khu vực Nam kỳ, khiến cho vùng này từ một khu vực chịu ảnh hưởng nặng nề của chiến tranh thành một khu vực bình yên và giàu có. Thêm vào đó, Lê Văn Duyệt phản đối việc nối ngôi của Minh Mạng đồng thời bảo vệ các tín đồ Công giáo khỏi chính sách bế quan tỏa cảng và trọng Nho giáo của nhà vua. Những việc này đã khiến ông thường xuyên xung đột với nhà vua và dẫn đến việc triều đình đã hạch tội và cho phá mộ sau khi Lê Văn Duyệt mất. Vì việc này, người con nuôi của ông là Lê Văn Khôi đã nổi dậy chống lại triều đình. Sau khi cuộc nổi dậy bị dập tắt, Lê Văn Duyệt tiếp tục bị truy tội đến mãi đời Thiệu Trị thì vụ án mới được xét lại, và ông mới được phục hồi danh dự.

## Tiểu sử
Lê Văn Duyệt, còn gọi là Tả Quân Duyệt, sinh năm 1763 hoặc 1764 tại vàm Trà Lọt, thuộc làng Hòa Khánh, huyện Kiến Phong, tỉnh Định Tường, về sau gọi là xã Hòa Khánh thuộc huyện Cái Bè, tỉnh Mỹ Tho (nay là tỉnh Tiền Giang).
Ông nội của Lê Văn Duyệt là Lê Văn Hiếu từ làng Bồ Đề, huyện Chương Nghĩa (Mộ Đức), tỉnh Quảng Ngãi vào đây sinh sống. Sau khi Lê Văn Hiếu qua đời vì dịch bệnh thiên thời, cha ông là Lê Văn Toại rời vùng Trà Lọt đến ngụ tại vùng Rạch Gầm, làng Long Hưng, huyện Kiến Hưng, tỉnh Định Tường, về sau gọi là xã Long Hưng thuộc huyện Châu Thành, tỉnh Mỹ Tho (nay là tỉnh Tiền Giang). 

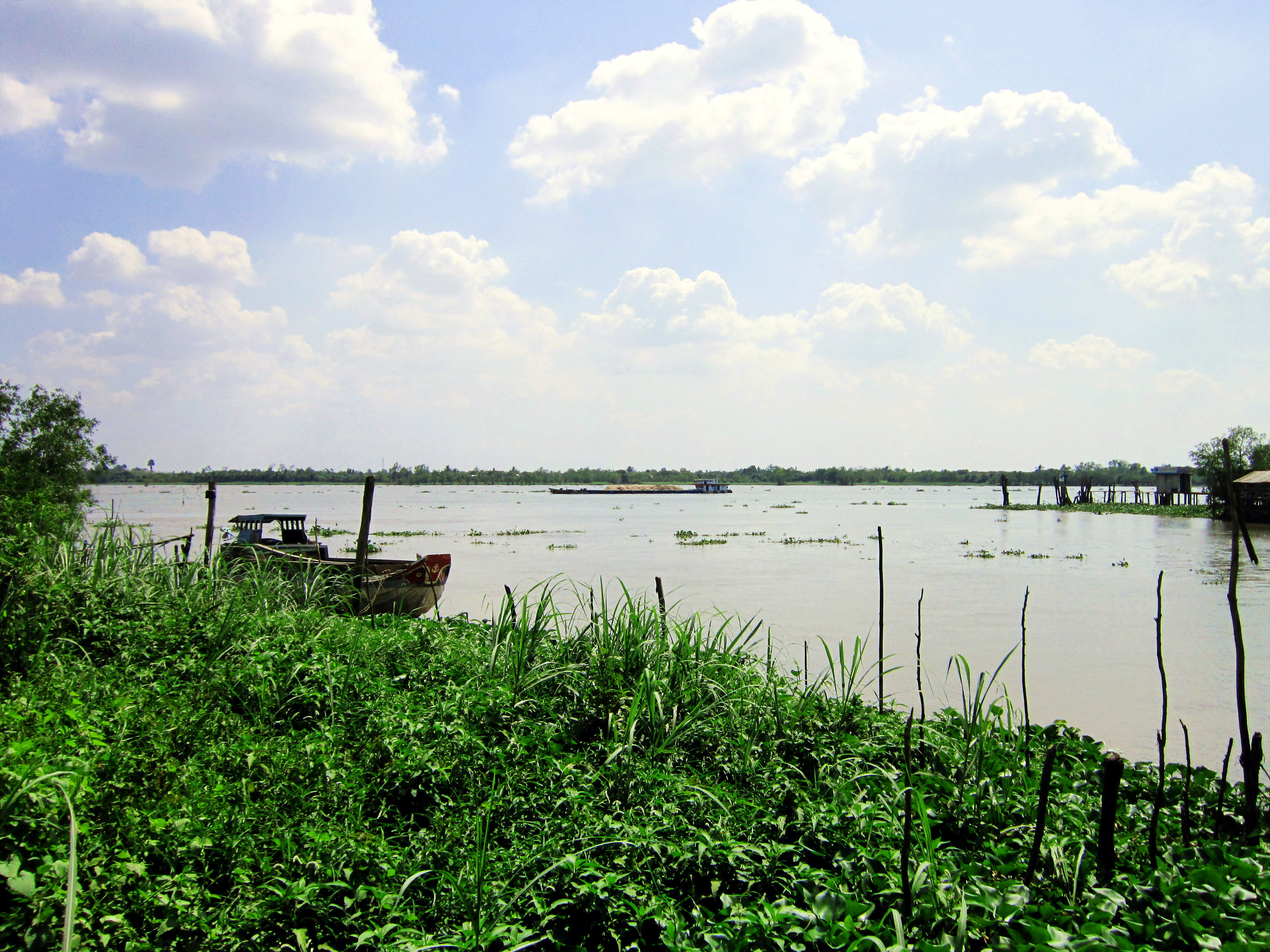
Vàm Trà Lọt ngày nay

Lê Văn Toại có tất cả bốn người con trai Lê Văn Duyệt là con trưởng, có 5 người em. Sử cũ mô tả ông là người thấp bé, nhưng lại có sức mạnh hơn người, ông sinh ra là người liên giới tính và không phải chịu hoạn khi làm quan từng được coi là một trong "ngũ hổ tướng" ở Gia Định.

## Sự nghiệp

### Theo Chúa Nguyễn, chống Tây Sơn
Năm 1780, một lần chúa Nguyễn Phúc Ánh bị quân Tây Sơn đánh đuổi chạy đến Trà Lọt, có ngụ tại nhà ông Lê Văn Toại. Cảm ơn cứu mạng, Lê Văn Duyệt được Chúa Nguyễn tuyển dụng làm thái giám, lãnh nhiệm vụ bảo vệ cung quyến. Lúc bấy giờ, ông vừa tròn 16 tuổi.
Theo sách Quốc triều sử toát yếu thì trong trận đánh tại Đồng Văn, ông bị quân Tây Sơn bắt, nhưng sau đó trốn về được. Tháng 11 (âm lịch) năm 1784, ông gặp lại Nguyễn Phúc Ánh, rồi gắn bó chặt chẽ với vị chúa này, trong đó có hai lần ông hộ giá sang Xiêm (Thái Lan).
Năm Đinh Mùi (1787), Nguyễn Ánh về lại Gia Định, Lê Văn Duyệt xin cho chiêu mộ binh lính và thuộc theo Tả quân.
Tháng 11 (âm lịch) năm 1793, Lê Văn Duyệt được Nguyễn Ánh phong cấp từ thuộc nội cai đội lên làm thuộc nội vệ úy, vì "tuy sinh ra là người (thái) giám, (nhưng là) người mạnh dữ mà đánh giỏi, có công tùng chinh". Kể từ đó, Chúa Nguyễn thường bàn việc binh với Lê Văn Duyệt. Năm Đinh Tỵ (1797) Lê Văn Duyệt đổi làm Vệ úy vệ Điều vũ, rồi dời làm Thần sách quân Tả đồn chánh thống trấn thủ thành Diên Khánh. Năm Kỷ Mùi (1799), theo Nguyễn Ánh đi đánh Quy Nhơn, quân đến đồn Đạm Thủy (Nước Ngọt) đốt kho lương kẻ địch, chém được tướng Tây Sơn là Đoàn Lượng Giảng và đem đầu ấy đến nộp Ánh ở Cù Mông, tiếng quân cả vang.
Tháng 11 (âm lịch) năm 1800, ông được cử theo Tiết chế Nguyễn Văn Thành đi giải vây thành Quy Nhơn. Hai ông hợp quân đánh thắng một trận lớn, nhưng sau đó nảy sinh hiềm khích. Cũng sách trên chép: ...Thành hay uống rượu, lúc gần ra trận, cầm hồ rót rượu, rót cho Duyệt một chén và nói rằng: "Uống rượu để thêm sức mạnh". Ông Duyệt nói: "Ai tánh hay sợ mới uống rượu để cho thêm sức mạnh, còn như tôi thời trước mắt không coi (đó là) trận dữ, cần chi phải uống rượu". Thành có ý thẹn, từ đó giận Duyệt.
Tháng Giêng (âm lịch) năm 1801, chúa Nguyễn sai các tướng là Nguyễn Văn Trương, Tống Phước Lương đi trước, Võ Di Nguy và Lê Văn Duyệt theo sau, đánh chiếm cửa biển Thị Nại (trận Thị Nại năm 1801)). Khi lâm trận, tướng Võ Di Nguy bị trúng đạn chết, ông Duyệt càng gắng sức đánh. Nguyễn Ánh thấy tướng sĩ chết nhiều quá, sai tạm lui quân nhưng Lê Văn Duyệt không chịu, liều chết đánh phá gần hết binh thuyền Tây Sơn. Trận ấy được khen là "võ công đệ nhất" của nhà Nguyễn  và là "võ công lớn nhất" của Lê Văn Duyệt . Lê Văn Duyệt đã thắng thủy quân Tây Sơn, lại tiến quân lên bộ đánh ở 2 cầu Đông Giang, Tân Hội, liền đánh vỡ được, bắt sống được Đô đốc Tây Sơn là Nguyễn Bá Phong.
Tháng 4 (âm lịch) cùng năm, ông theo chúa Nguyễn ra đánh Phú Xuân. Trước đó, Nguyễn Anh do dự giữa việc cứu quân ở thành Bình Định hay đánh ra Phú Xuân, Lê Văn Duyệt bàn kế đánh Phú Xuân trước. Tháng sau, đại binh vào cửa Tư Hiền, ông và Lê Chất phá được đồn quân Tây Sơn ở Quy sơn (tức núi Linh Thái), bắt sống được Phò mã Nguyễn Văn Trị và Đô đốc Phan Văn Sách. Đến ngày 3 tháng 5 (tức ngày 15 tháng 6 năm 1801), ông cùng chúa Nguyễn tiến vào nội thành Phú Xuân sau khi đánh tan đội thủy quân của nhà Tây Sơn, khiến Vua Cảnh Thịnh phải tháo chạy ra Bắc.
Sau đó, chúa Nguyễn sai Tiết chế Lê Văn Duyệt (có Lê Chất dẫn quân đi thuyền theo) đem quân bộ vào Quảng Nam, Tống Viết Phước (hay Phúc) đem quân thủy, chia đường vào cứu thành Bình Định. Đến Quảng Ngãi, Tống Viết Phước đánh nhau với quân Tây Sơn và bị giết. Duyệt và Chất nối tiếp đốc quân đánh thắng Tây Sơn và bắt được tướng Nguyễn Văn Khôi, Hồ Văn Tự. Xét công, chúa Nguyễn phong cấp Đô thống chế Tả dinh quân Thần sách là Lê Văn Duyệt làm Đô thống chế quận công chưởng Tả dinh quân Thần sách. Đô thống chế Tả đồn quân Ngự lâm là Lê Chất làm Đô thống chế Tả đồn. Lê Văn Duyệt sau đó không kịp cứu quận công Võ Tánh và Lễ bộ Ngô Tùng Châu. Vì lương hết, hai ông đều đã tuẫn tiết vào cuối tháng 5 (âm lịch) năm 1801.
Tướng Tây Sơn là Trần Quang Diệu và Võ Văn Dũng tái chiếm thành Bình Định. Lê Văn Duyệt bày kế không tấn công mà cho binh mai phục các nơi hiểm yếu đợi quân Tây Sơn vào Nam tiếp viện sẽ phục kích. Từ sau khi Tống Viết Phước bị Tây Sơn giết, Lê Văn Duyệt càng đánh càng quyết liệt, khi hành quân ai hơi lui là đem chém ngay, không rộng tha ai. Mỗi khi thắng trận giết hết giặc, nói rằng để làm lễ tế Tống Viết Phước. Nguyễn Ánh lo Duyệt giết hại quá, dụ răn Duyệt.
Ngày mùng 1 tháng 5 năm Nhâm Tuất (tức 31 tháng 5 năm 1802), chúa Nguyễn Phúc Ánh lên ngôi tại Phú Xuân, đặt niên hiệu là Gia Long. Lê Văn Duyệt được phong làm "Khâm sai Chưởng Tả Quân dinh Bình Tây tướng quân, tước quận công" để cùng với Lê Chất đem bộ binh ra Bắc truy diệt vua quan nhà Tây Sơn. Theo phối hợp còn có binh thuyền do tướng Nguyễn Văn Trương chỉ huy. Đến tháng 6 (âm lịch), thì quân bộ sang Linh giang (tức sông Gianh ở Quảng Bình) rồi hiệp với quân thủy đánh lấy Nghệ An, Thanh Hóa, và Thăng Long. Đến lúc ấy, nhà Tây Sơn kể như bị diệt.

### Làm đại thần nhà Nguyễn

#### Dưới triều Gia Long
Năm Gia Long thứ 2 (1803), Lê Văn Duyệt tâu rằng khi xưa Nguyễn Ánh đã hứa với tướng sĩ hễ lấy lại được kinh thành (Huế) thì sẽ cho binh sĩ về nghỉ ngơi, mà nay Ánh đã lấy được kinh thành lẫn Bắc Hà, nếu không thi hành thì sẽ làm mất chữ tín và loạn nhân tâm người Nam Hà. Gia Long không chấp nhận.
Tháng 3 (âm lịch) năm 1803, Lê Văn Duyệt phá tan cuộc nổi dậy của người dân thiểu số ở Đá Vách (Quảng Nghĩa, nay là Quảng Ngãi), được vua khen thưởng. Tháng 8 (âm lịch) năm đó, cha ông – Lê Văn Toại được vua cho mời ra Huế ban khăn áo. Khi Gia Long ra Bắc, Lê Văn Duyệt được giao chức Cẩm y vệ cai đội để giữ kinh. Ông nội Duyệt là Lê Văn Hiếu được tặng chức Cẩm y vệ cai cơ, cha là Lê Văn Toại chức Chưởng cơ.
Năm 1808, lại sai Lê Văn Duyệt mang quân đến Đá Vách. Thấy Phó quản cơ Lê Quốc Huy, vì nhiễu hại quá, nên dân mới nổi dậy. Lê Văn Duyệt bèn xin lệnh chém chết viên quan này, từ đó Quảng Nghĩa lại được yên.
Năm 1809, Tham luận Nguyễn Văn Tài vì bị Lê Văn Duyệt quở trách nên tố cáo ông tội mưu phản. Sau khi xét hỏi, Nguyễn Văn Tài bị tội vu cáo và bị xử tử. Nguyên do cũng vì tính tình Lê Văn Duyệt nghiêm khắc, tướng sĩ dưới quyền không ai dám nhìn mặt, quan chức đồng liêu cũng sợ sệt. Chỉ có Lê Chất là tướng thân cận, thường hay bàn bạc việc triều chính.
Tháng 6 (âm lịch) năm 1812, vua cho triệu tổng trấn Gia Định thành Nguyễn Văn Nhơn về, cử Lê Văn Duyệt vào thay (kiêm lĩnh cả 2 trấn Bình Thuận, Hà Tiên) và cho Trương Tấn Bửu làm phó tổng trấn, Ngô Nhân Tịnh làm hiệp (tổng) trấn.
Tháng 2 (âm lịch) năm 1813, nhận lệnh vua, Lê Văn Duyệt và hiệp trấn Ngô Nhân Tĩnh đem 13.000 quân thủy đưa Nặc Chân về nước Chân Lạp (Campuchia ngày nay). Tại đây, ông thấy quân Xiêm cứ dòm ngó Chân Lạp, bèn xin Gia Long cho đắp thành Nam Vang cho vua nước này ở (trước đó ở thành La Bích), đắp thành Lô Yêm để trữ lương, đồng thời lưu binh ở lại bảo hộ (Nguyễn Văn Thoại được cử ở lại). Tất cả đều được vua nghe theo .
Trở về Gia Định Thành, Lê Văn Duyệt thi hành nhiều chính sách cai trị và trấn áp tội phạm.
Năm 1815, Lê Văn Duyệt được chỉ triệu về kinh để bàn nghị về ngôi thái tử. Khi ấy, Nguyễn Huỳnh Đức thay ông làm tổng trấn và Trịnh Hoài Đức làm hiệp trấn.
Tháng 4 (âm lịch) năm 1816, vua ra lệnh thâu ấn của Nguyễn Văn Thành, giam Nguyễn Văn Tuyên (con ông Thành) vào ngục, vì ông Tuyên có làm một bài thơ bị Lê Văn Duyệt (vốn có hiềm khích với ông Thành từ trước) mật tâu, cho là có ý mưu phản. Duyệt sau đó vì các mối hiềm khích mà thúc ép xét xử cha con Thành. Tham tri bộ Lại Trần Văn Tuần bảo rằng: Trung quân (Nguyễn Văn Thành) với Tả quân (Lê Văn Duyệt) là người đồng công cộng thể, Trung quân ngày nay như thế thì ông ngày sau thế nào? Duyệt nghe lời nói ấy cũng hơi buồn, thôi không tức giận Thành nữa.
Sang tháng 5 (âm lịch) năm đó, dân thiểu số ở Đá Vách lại nổi dậy, Trấn thủ Phan Tấn Hoàng đánh bị thua. Gia Long lại sai Lê Văn Duyệt đem quân tới đàn áp. Lê Văn Duyệt nhân đó xin đắp lũy dài, đem lính 6 cơ đóng thú gọi là đạo quân Bình Man (lũy này ngoài lũy trồng tre, dưới đào hào tiếp giáp phủ Thăng Bình tỉnh Quảng Nam, Nam đến Đông Xanh, giáp phủ Hoài Nhơn tỉnh Bình Định, địa giới dài 37.497 trượng).
Năm 1817, xét công thần Vọng Các, ấm thụ cho con thừa tự Lê văn Duyệt là Lê Văn Yên làm Kiêu kỵ đô úy.
Tháng Giêng (âm lịch) năm 1819, Lê Văn Duyệt nhận mệnh đi kinh lược các vùng: Thanh Hóa, Nghệ An và Thanh Bình (nay đổi là Ninh Bình). Vì các nơi ấy thường mất mùa, sinh ra nhiều trộm cướp, quan sở tại không kiềm chế được. Đến nơi, ông dâng sớ về triều "nói việc khổ của dân, xin tha thuế cho dân, lại phải lựa quan trấn để an tập dân", được vua y cho . Ở Thanh Hóa, ông nhận Lê Văn Khôi làm con nuôi. Ông Khôi nguyên là người ở Cao Bằng, vì khởi binh chống Nguyễn, bị quan quân đuổi đánh, phải chạy vào Thanh Hóa, gặp ông Duyệt đang làm Kinh lược ở đấy, bèn xin ra đầu thú . Những người phản loạn ra hàng được Lê Văn Duyệt cho xin thu nạp (người quê ở Thanh Hóa hơn 420 người đặt làm cơ Thanh Thuận, người quê Nghệ An hơn 480 người đặt làm cơ An Thuận).
Tháng 9 (âm lịch), vua triệu Lê Văn Duyệt về triều. Sang tháng 12 (âm lịch), Gia Long cho đòi ông và Thượng thư bộ Lễ Phạm Đăng Hưng vào cung lãnh di chiếu, tôn Nguyễn Phúc Đảm lên ngôi (tức vua Minh Mạng) đồng thời cho ông Duyệt cai quản quân 5 dinh Thần sách.
Cũng trong năm này, theo Vũ Man tạp lục của tướng Nguyễn Tấn và Viêm Giao trưng cổ ký của Cao Xuân Dục, thuận theo lời tâu của Lê Văn Duyệt, Vua cho xây Trường lũy (Tĩnh Man trường lũy), dài xấp xỉ 200 km, bắt đầu từ huyện Trà Bồng (Quảng Ngãi) đến huyện An Lão (Bình Định), để phòng ngự các cuộc nổi dậy của người thiểu số ở đây .

#### Dưới triều Minh Mạng
Năm 1820, Minh Mạng cử Lê Văn Duyệt vào Nam làm tổng trấn Gia Định thành lần thứ hai, thay cho Nguyễn Huỳnh Đức vừa mất hồi tháng 9 (âm lịch) năm 1819. Tất cả các việc thăng giáng quan lại, dấy lợi trừ hại, việc thành, mưu kế ngoài biên, đều được tiện nghi làm việc. Những người Thanh Nghệ, Bắc Thành ra hàng Duyệt trước kia (cơ Thanh Thuận và An Thuận) được cho theo vào Gia Định Thành để ông sai khiến. Thuộc hạ thân tín của Lê Văn Duyệt là Trần Nhật Vĩnh, đang làm Tham hiệp Thanh Hoa cũng được cho vào Gia Định giữ Thiêm sự Hình bộ.
Minh Mạng mới lên ngôi, gọi là quốc hiếu, cấm việc tang lễ. Khi ấy cha Lê Văn Duyệt qua đời, triều đình đặc cách cho Duyệt chế áo sổ gấu để tang cha, làm lễ xong thì mặc lại áo quốc hiếu. Vua tặng cha Duyệt hàm Thống chế.
Lúc bấy giờ, ở nước Chân Lạp có thầy tu tên Kế (sư Kế) vận động dân nổi dậy, cướp phá nhiều nơi thuộc trấn Phiên An. Quan trấn là Đào Văn Lý cản ngăn không được. Khi ông Duyệt đến, bèn cử phó tổng trấn Huỳnh Công Lý đem quân đi đánh, đuổi quân sư Kế chạy về Chân Lạp. Tháng 9 (âm lịch) năm ấy, sư Kế xua quân vây hãm thành Nam Vang, làm vua nước ấy phải đưa thư sang cáo cấp. Xem thư, Lê Văn Duyệt liền sai thống chế Nguyễn Văn Trí đem quân sang cứu viện, đến tháng 10 (âm lịch) thì giết được sư Kế và đánh tan quân nổi dậy.
Cũng vào tháng 9 (âm lịch) năm đó, phó tổng trấn Huỳnh Công Lý tham lam trái phép, bị quân nhân tố cáo hơn mười việc. Lê Văn Duyệt đem việc ấy tâu lên. Sau khi tra án, Huỳnh Công Lý bị khép vào tội chết (1821) . Khâm sai chưởng dinh lĩnh Trung quân phó tướng thự lý ấn vụ là Trương Tấn Bửu lĩnh chức Phó tổng trấn thành Gia Định.
Năm thứ 3 (1822), đặc cách tặng mẹ Duyệt là Nguyễn Thị làm phu nhân, ban cho sắc cáo trục.
Tháng 10 (âm lịch) năm 1822, vua sai Lê Văn Duyệt điều động quân và dân (được hơn 39.000 người) để tiếp tục đào kênh Vĩnh Tế (đến tháng 5 âm lịch năm 1824 thì xong).
Năm 1822, sứ giả nước Anh là John Crawfurd ghé Gia Định để xin Tổng trấn cho ra Huế gặp vua Minh Mạng. Nhà vua sau đó từ chối. Crawfurd cũng nhận ra sự đố kỵ của các quan triều đình đối với Lê Văn Duyệt. Họ đặc biệt muốn biết liệu Lê Văn Duyệt có tự ý mở quốc thư ra xem trước khi giao cho triều đình hay không.
Năm 1823, sứ giả Miến Điện là Gibson được vua Ava phái đến Việt Nam để thiết lập ngoại giao nhằm cô lập Xiêm. Sứ đoàn được Lê Văn Duyệt tiếp đón tại Gia Định. Triều đình sau đó từ chối và cho người đưa sứ đoàn Miến Điện về nước. Trong dịp này, Gibson đặc biệt chú ý tới hình thức hành hình tội phạm bằng cách cho voi giày, được quan Tổng trấn sử dụng thường xuyên. Gibson đánh giá quan Tổng trấn là người cực kỳ hà khắc và chuyên quyền.
Tháng 8 (âm lịch) năm 1823, ông về kinh [Huế] chầu, Phó tổng trấn Trương Tấn Bửu quyền lĩnh ấn vụ Tổng trấn, nhưng Tấn Bửu ốm nên Tiền quân Trần Văn Năng làm Phó tổng trấn thay.
Cùng thời gian, thị vệ Trần Văn Tình từ Gia Định về kinh ngầm báo cáo tội trạng của Trần Nhật Vĩnh, thuộc hạ thân cận của Lê Văn Duyệt. Lê Văn Duyệt sau khi biết tin, vào chầu, đòi chém Trần Văn Tình nếu không sẽ trả ấn và từ chức Tổng trấn.
Năm 1824 (Tết Nguyên Đán Giáp Thân), vua cho Lê Văn Yên (Kiêu kỵ đô úy, con nối dõi Duyệt) làm Phò mã đô úy, lấy Trưởng công chúa thứ 10 là Ngọc Ngôn. Sau đó, Lê Văn Duyệt về ở luôn Gia Định cho đến cuối đời.
Năm 1824, Chân Lạp xin dâng đất 3 phủ là Lợi-kha-vát, Chân Xâm, Mật Luật cho Nguyễn Văn Thoại. Lê Văn Duyệt đề nghị chỉ nhận Chân Xâm, Mật Luật.
Tháng 11 (âm lịch), Thị đốc học sĩ Trần Văn Tuân bị án giảo giam hậu, vì lời tâu của ông. Trước đây, ông Tuân đi công cán ở Chân Lạp, được người Chân Lạp tin yêu; đến khi về lại Gia Định, người Chân Lạp vẫn thường qua lại đưa đồ và hỏi thăm. Sau, nhân bắt được lá thư của vua Chân Lạp gửi cho ông Tuân, Lê Văn Duyệt bèn đem việc ấy chiểu theo luật "Giao thông ngoại cảnh" (tức luật ngoại giao với nước ngoài) mà tâu lên.
Năm 1824, xảy ra vụ án Mỹ Đường - Tống Thị Quyên do Duyệt mật tâu. Vua sai bắt Tống Thị đóng cũi giải đến cho Duyệt đem dìm chết đi.
Khi Lê Chất (Tổng trấn Bắc Thành) và Lê Văn Duyệt (Tổng trấn Gia Định Thành) cùng vào Huế chầu, cả hai bàn nhau rằng họ là kẻ võ biền ít học, nay thời bình nên xin từ chức. Minh Mạng không cho.
Năm thứ 6 (1825), Minh Mạng cho vợ Duyệt là Đỗ Thị Phẩn 1000 quan tiền. (Đỗ Thị là cung nữ, lúc đầu trung hưng vua ban cho Duyệt).
Năm 1827, Xiêm đánh Vạn Tượng, Chao Anouvong thua chạy sang Nghệ An xin nhà Nguyễn giúp. Lê Văn Duyệt đề nghị thâu nhận và trợ giúp binh lực cho Vạn Tượng, sẵn sàng đối đầu Xiêm. Minh Mạng bác bỏ. Từ đó, tấu chương về chuyện biên giới Nghệ An chỉ trích lục những chuyện quan yếu cho Duyệt.
Cùng năm 1827, Lê Văn Duyệt vào kinh chầu, Minh Mạng phong cho cha Duyệt là Lê Văn Toại hàm Đô thống chế nhất phẩm, mẹ là Nguyễn Thị nhất phẩm phu nhân. Duyệt thường lập 1 đội thuộc binh cho vợ là Đỗ Thị Phẩn, đặt 3 Cai đội làm sách phòng biên quê quán. Bộ Binh nói là vi phạm luật lệ, Minh Mạng cười nói rằng trẫm với Lê Văn Duyệt há có lệ nào đâu, cho làm như thế. Triều đình cũng nhận định Lê Văn Duyệt có uy danh rất lớn ở phương Nam, sứ Xiêm rất sợ và hay hỏi thăm "Lê công mạnh khỏe không?" khi sang nước ta.
Năm 1828, thuộc hạ cũ của Lê Văn Duyệt là Trần Nhật Vĩnh bị bắt giam. Theo triều đình, Trần Nhật Vĩnh là người nhanh nhẹn được Duyệt tin dùng. Nhật Vĩnh là người rất hiểm giảo, lại tham bẩn cậy thế kinh doanh việc riêng, thậm chí cướp vợ người, dỡ nhà người, chiếm tài sản của người, ai cũng sợ ngược độc không dám phát giác. Triều đình sai người bí mật điều tra và bắt tội Vĩnh rồi báo cho Duyệt. Trần Nhật Vĩnh sau đó bị xử chém.
Năm 1826, Tổng trấn Bắc Thành Lê Chất chết, triều đình bãi bỏ trấn Bắc Thành. Lê Văn Duyệt xin cho bãi bỏ trấn Gia Định. Minh Mạng chưa cho.
Đêm 30 tháng 7 năm Nhâm Thìn (tức 28 tháng 8 năm 1832), Chưởng Tả Quân lãnh Gia Định Tổng trấn Lê Văn Duyệt mất tại chức, thọ 69 tuổi. Sau đó, Triều đình truy tặng ông chức "Tá vận công thần đặc tấn Tráng võ tướng quân – Tả Quân đô thống phủ chưởng phủ sự, Thái bảo Quận Công", thụy là "Oai Nghị".

## Vụ án Lê Văn Duyệt

### Lược kể

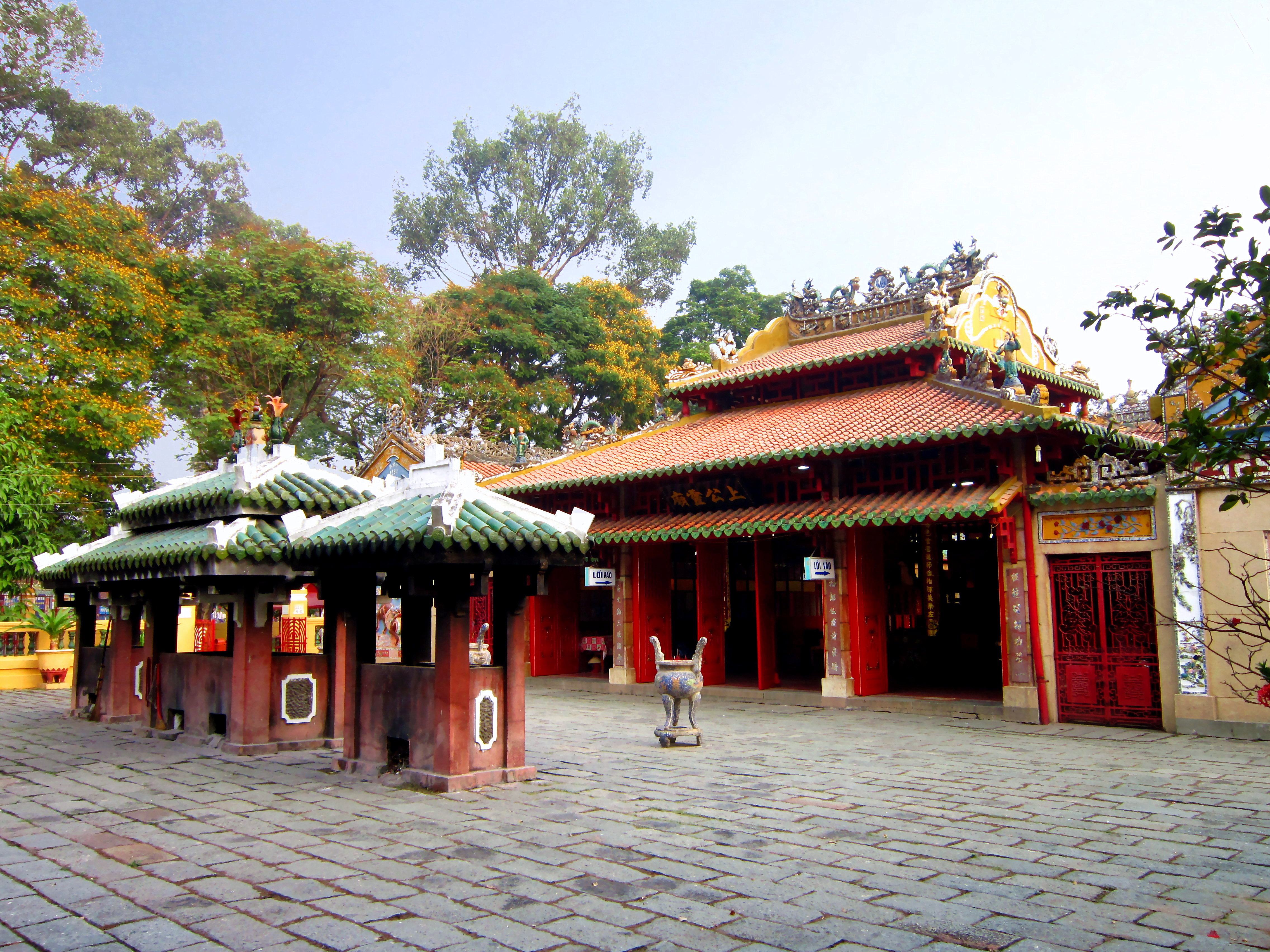
Đền thờ Tả quân Lê Văn Duyệt trong Lăng Ông Bà Chiểu.

Sau khi Lê Văn Duyệt mất, Minh Mạng cho bãi chức tổng trấn Gia Định thành, và đổi 5 trấn ra thành 6 tỉnh, là: Gia Định, Biên Hòa, Vĩnh Long, Định Tường, An Giang và Hà Tiên . Lại đặt các chức tổng đốc, tuần phủ, bố chính, án sát, lãnh binh như các tỉnh ở ngoài Bắc. Đến khi Bạch Xuân Nguyên đến làm bố chính tại Phiên An (tức tỉnh Gia Định), nói rằng phụng mật chỉ truy xét việc riêng của Lê Văn Duyệt, rồi đòi hỏi chứng cứ, đồng thời trị tội các tôi tớ của ông Duyệt. Vì việc này, con nuôi ông Duyệt là Lê Văn Khôi bèn khởi binh chống lại (xem cuộc nổi dậy Lê Văn Khôi).
Nhận được tin cáo cấp, Minh Mạng liền sai quân đi đánh dẹp, đồng thời ban trách Lê Văn Duyệt đã "che chở quân phỉ đảng, để gây nên bọn loạn" . Tuy nhiên, một số tài liệu cho rằng Minh Mạng vốn có thù hằn lâu ngày với Lê Văn Duyệt, có thể vì:
- Ông Duyệt không ủng hộ việc Minh Mạng lên ngôi mà ủng hộ con của Hoàng tử Cảnh khi Gia Long băng hà[38].
- Lê Văn Duyệt nhiều lần lạm quyền, hoặc làm sai ý triều đình [39], đặc biệt là sau khi Gia Long qua đời.
- Lê Văn Duyệt ít học, bản chất quan võ nóng nảy, nói năng cộc lốc, chẳng biết chiều đón ý Vua, khi tấu đối thường không vừa ý Minh Mạng[40]
- Ông Duyệt tỏ ý ủng hộ các nhà truyền đạo Thiên Chúa châu Âu làm nghịch ý Minh Mạng[38].
- Ông Duyệt được hưởng quyền "nhập triều bất bái" (vào triều không phải lạy) từ thời Gia Long, nên sau này ông không lạy Minh Mạng. Điều này đã làm vua khó chịu [41].

Theo tác giả Huỳnh Minh, dù không ưa nhưng Minh Mạng chưa thể làm gì Lê Văn Duyệt, vì công lao và uy quyền của ông quá lớn . Cho nên sau khi triều đình dẹp xong cuộc nổi dậy Lê Văn Khôi (1835), nhân Phan Bá Đạt ở Đô sát Viện dâng sớ kể tội Tả Quân, Minh Mạng liền dụ cho đình thần nghị xử. Nội các là Hà Văn Quyền, Nguyễn Tri Phương, Hoàng Quýnh dâng sớ tội trạng của Lê Văn Duyệt. Đến khi nghị án xong, có bảy tội nên trảm (chém), hai tội nên giảo (thắt cổ), một tội phải sung quân (tự tiện bắt biền binh đóng thuyền).
Bảy điều đáng làm tội xử trảm (chém):
1. Sai người riêng đi Miến Điện kết ngoại giao.[44]
2. Xin tống thuyền Anh Cát Lợi đến thành để tỏ có.[45]
3. Xin giết thị vệ Trần Văn Tình để khóa miệng người.[46]
4. Kháng sớ giữ lại người được tuyên triệu điệu bổ quan viên.[47]
5. Cậy bè đảng xin tăng thọ cho Lê Chất.
6. Chứa riêng giấy đóng ấn vua sẵn.
7. Gọi mả cha là lăng, nói với người xưng là "cô".

Hai điều đáng xử tội giảo (thắt cổ):
1. Cố xin dung nạp Miến Điện để thỏa việc làm bậy.
2. Nói với người rằng xin được thơ phụ tiên có câu "Trần Kiều hoàng bào".

Án dâng lên, những người nguyên nghị trảm quyết đều đổi làm trảm giam hậu, những đứa trẻ dưới 15 tuổi tạm giam lại. Những trẻ bé không biết gì thì tha không bắt. Phát nô 13 đứa đàn bà, đều tha cả. Việc chém xác cũng không thi hành. Lạng Bình hộ phủ Trần Huy Phác xin những thê thiếp con cháu Duyệt đều xử trảm quyết. Quảng Yên hộ phủ Lê Dục Đức tâu xin những đứa phạm 16 tuổi trở lên, đều xin đem giết đi. Bình Phú Tổng đốc Vũ Xuân Cẩn, Ninh Thái Tổng đốc Hoàng Văn Trạm cũng xin y đình nghị, lại nói rằng hoặc nên lấy công bù tội, châm chước quyết định thế nào ra tự ơn trời.
Sau đó, Minh Mạng ra dụ có đoạn rằng:
Tội Lê Văn Duyệt nhổ từng cái tóc mà kể cũng không hết, nói ra đau lòng, dù có bửa quan quách mà giết thây cũng là đáng tội. Song nghĩ hắn chết đã lâu và đã truy đoạt quan tước, xương khô trong mả, chẳng cần gia hình chi cho uổng công. Vậy cho Tổng đốc Gia Định đến chỗ mả hắn cuốc bỏ núm mộ san bằng mặt đất và khắc đá dựng bia ở trên viết to mấy chữ: "Quyền yêm Lê Văn Duyệt phục pháp xứ" (Chỗ này là nơi hoạn quan Lê Văn Duyệt chịu hình phạt)…
Sau đó, lệnh được thực hiện theo như lời dụ. Ngoài ra, mộ cha mẹ ông ở Long Hưng (nay thuộc Châu Thành, Tiền Giang) cũng bị đục bỏ tước hiệu khắc trên bia.
Theo Đại Nam thực lục: Mậu Tuất, Minh Mệnh năm thứ 19 [1838], xảy ra vụ việc Nguyễn Văn Quang âm mưu vượt ngục cùng Lê Văn Sơn, cháu họ của Lê Văn Duyệt. Vụ việc bị phát hiện, bọn họ bị bắt giết. Những người bà con của Lê Văn Duyệt đang bị giam: bị giết hoặc đi lưu đày ở Cao Bằng: "Lê Văn Yên chuẩn cho tự chết, Lê Văn Tề, Lê Văn Phước, Lê Văn Thận, Lê Văn An, Lê Hào, Lê Văn Sầm, Lê Văn Doanh đều chém ngay, còn con của Lê Văn Yên là Lê Văn Diễn, Lê Văn Minh, con của Lê Văn Tề là Lê Văn Hợp, Lê Văn Dũng tạm tha cho tội chết, phát đi an trí ở Cao Bằng".

### Được phục hồi danh dự

Lê Văn Duyệt trên mặt trước tờ 100 đồng in năm 1966 của chính quyền Việt Nam Cộng hòa.

Năm Tân Sửu (1841) Vua Thiệu Trị lên ngôi, ban lệnh tha tội các thân thuộc của Lê Chất và Lê Văn Duyệt .
Tháng 2 (âm lịch) năm đầu Tự Đức (1848), Đông Các đại học sĩ Võ Xuân Cẩn dâng sớ xin lục dụng những con cháu của Nguyễn Văn Thành, Lê Văn Duyệt và Lê Chất. Lời tâu làm Vua cảm động, bèn cho con cháu ông Thành làm Chánh đội,, cho cháu Văn Duyệt là Điển làm chư quân Cai đội.
Tự Đức năm thứ 2 (1849), đình thần xin rửa tội cho Lê Văn Duyệt. Cấp trả khu vực mộ của Lê Văn Duyệt cho người cháu (gọi Văn Duyệt bằng ông chú bác) là Lê Văn Niên trông coi. Mộ cha mẹ Lê Văn Duyệt ở thôn Long Thịnh cũng đều cho tu sửa.
Tuy nhiên, mãi đến năm tháng 4 (âm lịch) năm 1868, nhà vua mới chính thức ban lệnh truy phục chức hàm cho Nguyễn Văn Thành (là Chưởng trung quân Đại tướng quân Quận công) và Lê Văn Duyệt (là Chưởng Tả Quân Đại tướng quân), đồng thời cho thờ trong miếu Trung hưng công thần ở Huế .

## Nhận xét khái quát
Không chỉ có tài quân sự, Lê Văn Duyệt còn là một nhà chính trị. Làm tổng trấn Gia Định Thành hai lần (lần 1: 1812-1816, lần 2: 1820 -1832), ông đã thực hiện chính sách trị an tốt, và có công lớn trong việc giữ gìn an ninh cho xứ sở. Ông cho đắp đường, đào kênh, củng cố thành lũy, lập hai cơ quan từ thiện là "Anh hài" và Giáo dưỡng ...Đồng thời ông cũng có cách ứng xử khéo léo, rộng rãi đối với những người phương Tây đến buôn bán ở Sài Gòn. Bấy giờ, nhiều người kính phục, gọi ông là "Ông Lớn Thượng", hay " Đức Thượng Công"... Một vài nước lân cận cũng tỏ ra kiêng nể ông .

## Thông tin liên quan

### Đời tư

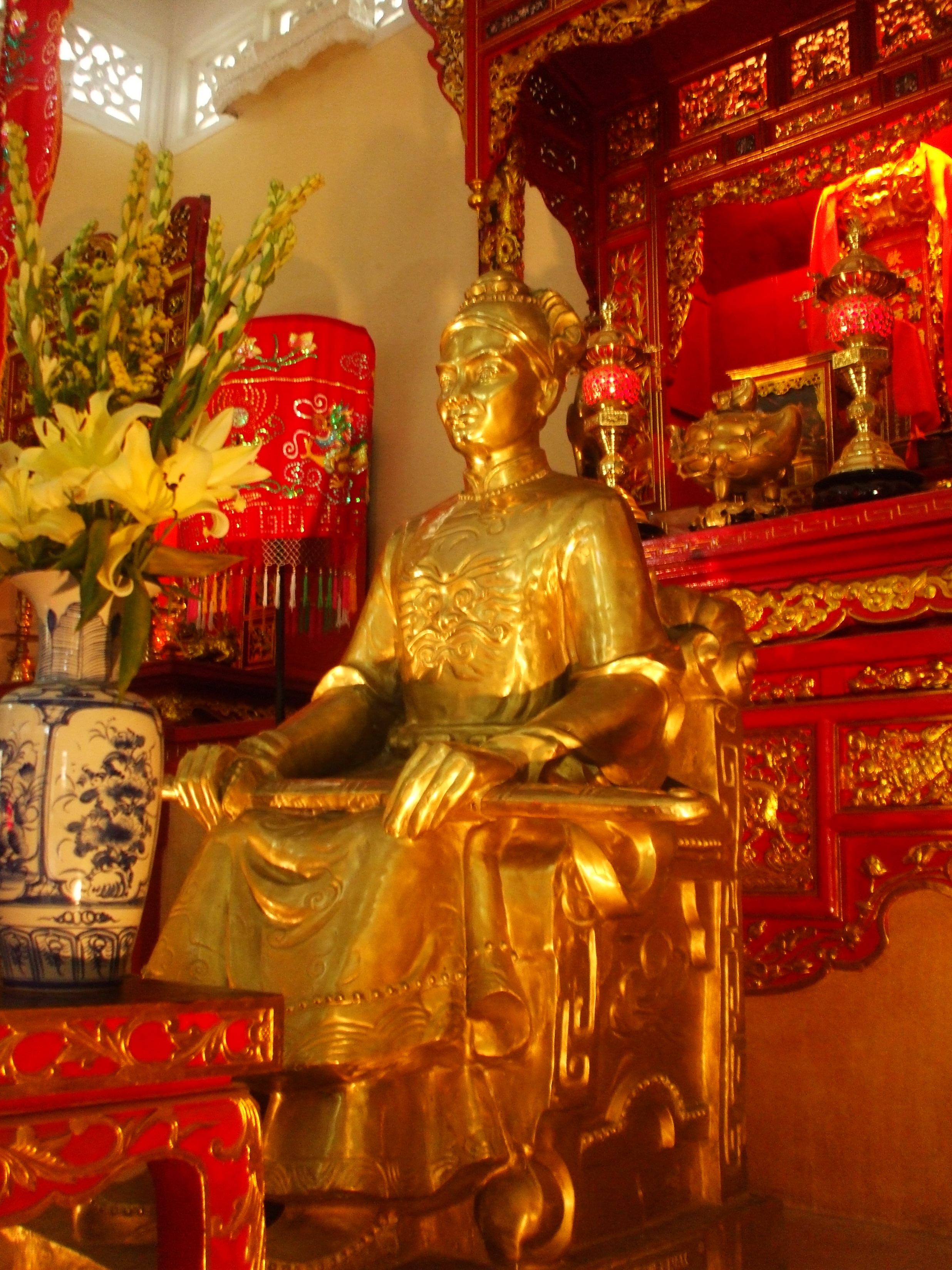
Toàn thân tượng đồng Lê Văn Duyệt (đúc vào năm 2008) trong lăng Ông Bà Chiểu.

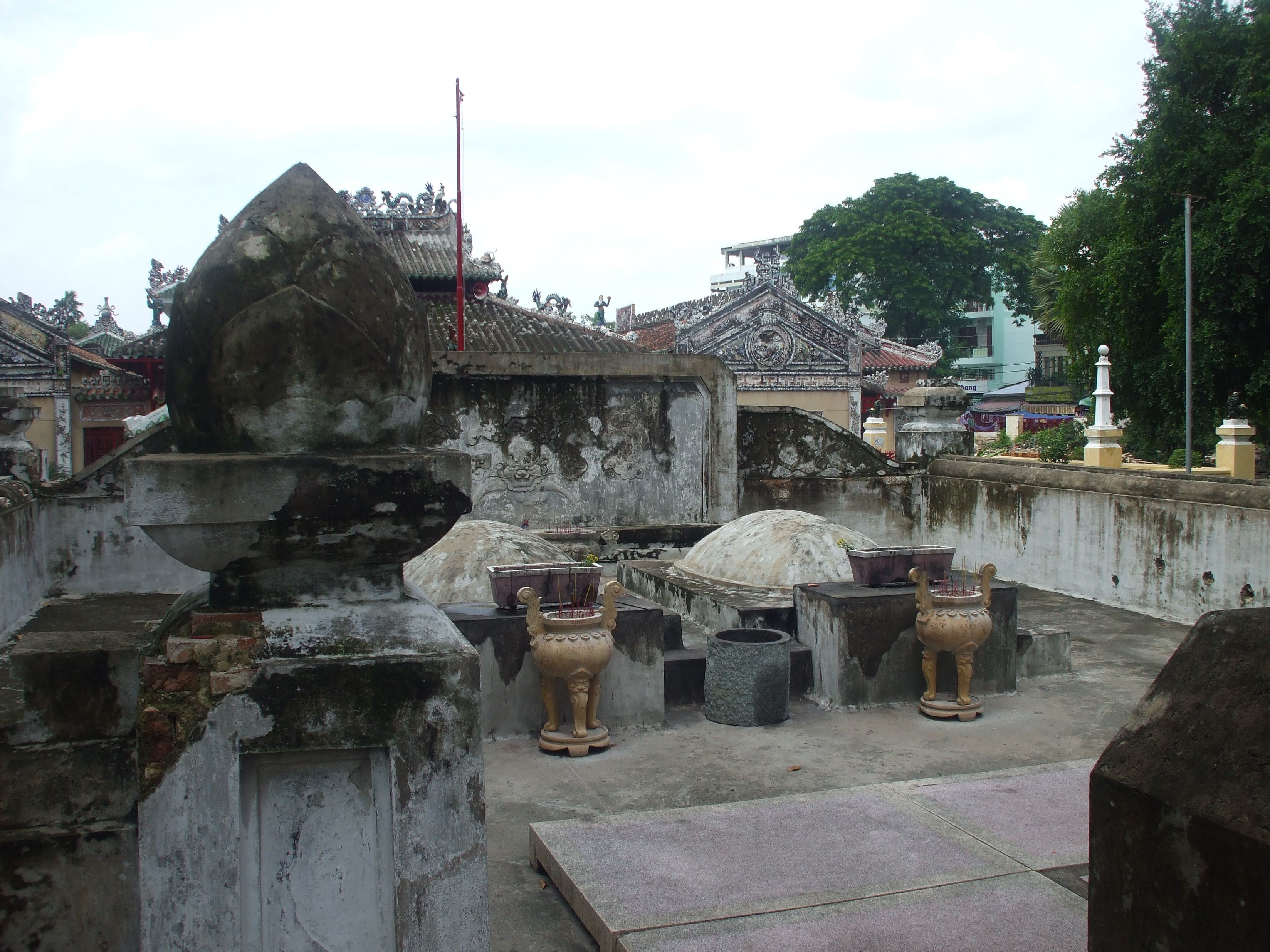
Mộ Lê Văn Duyệt (phải) và vợ (trái).

Đến năm 17 tuổi thì ông mới hoạn để chính thức làm thái giám. Thuở trẻ, ông thích đá gà, nuôi gà chọi. Ngoài ra, ông cũng là người sành thưởng thức hát bội và thường tự tay cầm chầu. Có thể tư chất yếu đuối có phần hơi nữ tính khiến ông bị Minh Mạng đặt chữ chửi bới trên mộ rằng "lại cái" (quyền yêm).
Sau này, do ông lập được nhiều công lao, khi lên ngôi, Gia Long đã gả một người cung nhân tên là Đỗ Thị Phẫn (hay Phận) về làm vợ ông, dù ông là thái giám.
Con trai cả của Lê Văn Phong (em trai Lê Văn Duyệt) là Lê Văn Yên (hoặc Yến) được cho làm con thừa tự Lê Văn Duyệt. Năm Minh Mệnh thứ 5 (1824) Yến lấy Công chúa Ngọc Ngôn, năm 1835 vụ án Lê Văn Duyệt phát ra, Yến bị xử tử.

### Với vụ án oan Tống Thị Quyên
Sách Đại Nam chính biên liệt truyện (Sơ tập, Quyển 2) chép: 
Năm Minh Mạng thứ năm (1824), có người bí mật tố cáo rằng Mỹ Đường thông dâm với mẹ ruột là Tống thị (Quyên). Tống thị vì thế thị dìm nước cho chết, còn Mỹ Đường thì phải giao trả hết ấn tín và dây thao, đồng thời bị giáng xuống làm thứ dân, con trai con gái chỉ được biên chép phụ ở phía sau sổ tôn thất...
Lúc bấy giờ có tin đồn người mật tâu là Lê Văn Duyệt. Tuy nhiên, có người lại cho rằng đây là mưu sâu của nhà vua nhằm làm mất uy tín ông, đồng thời ly gián ông với phe ủng hộ "dòng trưởng" nối ngôi (tức ủng hộ Hoàng tôn Đán, tên thật là Nguyễn Phúc Mỹ Đường, con Hoàng tử Cảnh).

### Ngôi mộ của tả quân
Nhà nghiên cứu Huỳnh Minh, trong sách Gia Định xưa cho biết: "Theo lời các cố lão, ngôi mộ tại Gia Định Bình Hòa xã là ngôi mộ chôn bằng hình sáp, còn hài cốt thật thì về an táng tại làng Long Hưng, thuộc tỉnh Định Tường. (Tiền Giang ngày nay)" Tuy nhiên, tháng 4 năm 2006, sau một cuộc khảo sát ông Lý Việt Dũng đã đưa ra kết quả ngược lại.

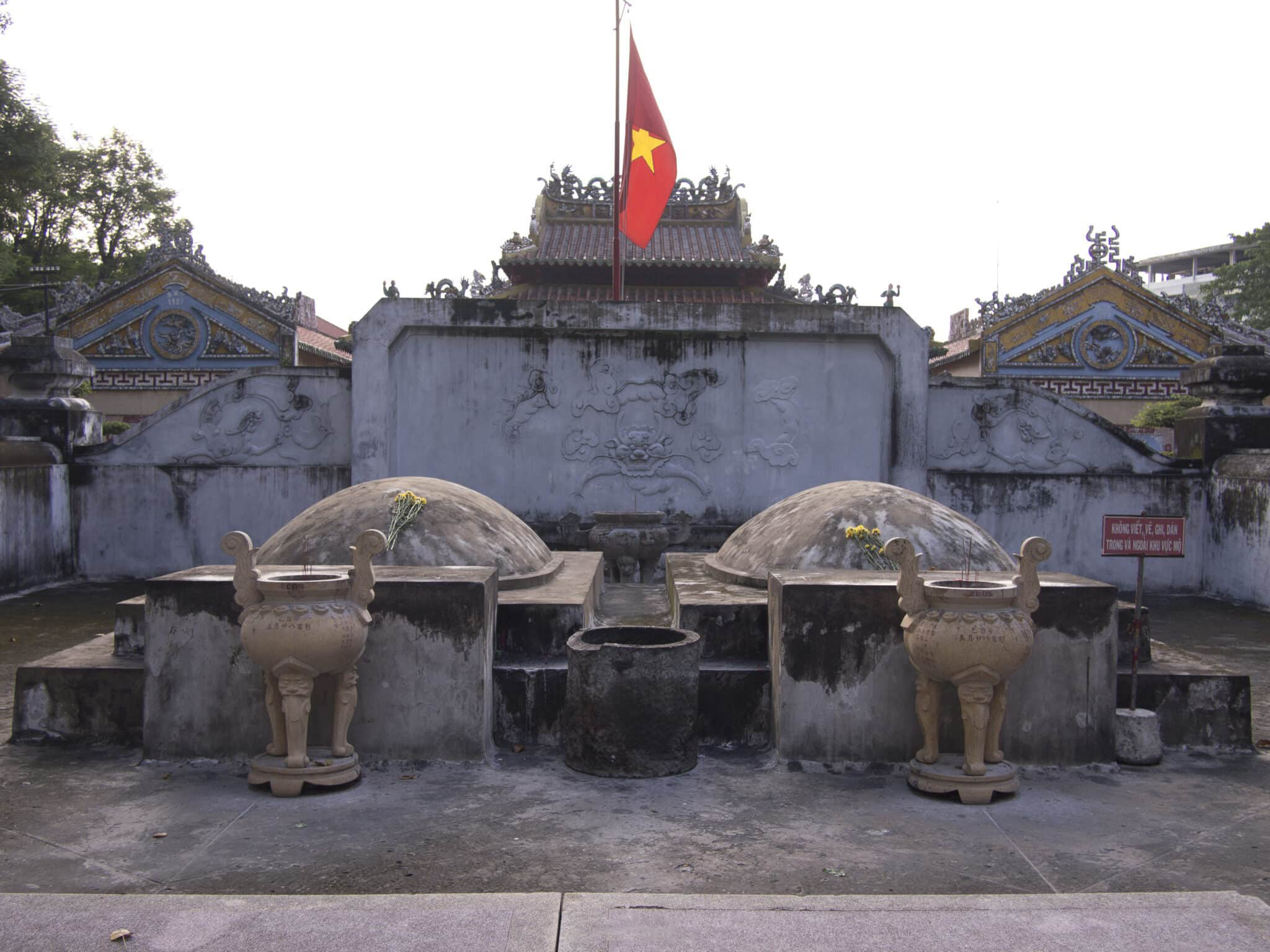
Mộ tướng Lê Văn Duyệt

### Dựng tượng
Ngày 4 tháng 2 năm 2008, tượng Tả Quân Lê Văn Duyệt đã được đặt trang trọng tại điện thờ tại Lăng Ông (số 1 đường Vũ Tùng, có cổng Tây tại số 126 đường Lê Văn Duyệt, phường 1, quận Bình Thạnh, Thành phố Hồ Chí Minh). Tượng được đúc bằng đồng nguyên chất, cao 2,65 m, nặng 3 tấn do nhà điêu khắc Phạm Văn Hạng thực hiện. Đây là ý tưởng của tạp chí Xưa & nay và Hội Khoa học lịch sử Việt Nam trong chương trình Đúc tượng đồng cho lăng Ông.

### Giao thiệp với ngoại quốc

#### Anh
Năm 1822, đại sứ nước Anh John Crawfurd trên hành trình đi sứ Xiêm và Cochin China [Việt Nam] đã ghé Sài Gòn và có cuộc gặp với quan Tổng trấn thành Gia Định.
Crawfurd được biết rằng vua nước Cochin China hiện đang ở Huế, còn Chao-Kun [Tả Quân?], vị Thống đốc Lower Cochin China [Nam Kỳ], thì đang ở Saigun. Crawfurd nóng lòng được gặp vị quan ở Saigun đó, bởi ngoại trừ Kachao [Kẻ Chợ] ở Tonquin [Đông Kinh], thì [Sài Gòn] là nơi giàu có nhất vương quốc này.
Ngày 2 tháng 9 năm 1822, đoàn hơn 30 người của Crawfurd được dẫn đi gặp Tổng trấn Lê Văn Duyệt, Crawfurd và một số người được chở bằng năm con voi. Nơi tiếp khách trong thành Phiên An quá đơn sơ nếu so với chỗ của người Hoa. Người Việt Nam có tục tiếp khách trên mấy cái bàn thấp (bộ ván ngựa), trải chiếu hoa lên trên, quan lớn thì ngồi hàng đầu, quan nhỏ ngồi lần lượt phía sau. Ở giữa sảnh đường là một bộ bàn hơi cao hơn mấy cái khác, dành cho quan Tổng trấn. Đoàn của Crawfurd được mời ngồi ghế, bên phải quan Tổng trấn. Ngồi bên trái quan Tổng trấn là vị Phó tổng trấn [Trương Tấn Bửu], vị quan già khoảng 70 tuổi trông đáng kính và đẹp lão. Quan Tổng trấn nghe đồn là một thái giám, nhưng không công khai, ông ta không có râu; tuy nhiên, người Việt dù có thích để râu thì không quá rậm rạp. Tiếng nói của quan Tổng trấn nhỏ nhẹ và khá giống giọng nữ nhưng không dễ nhận ra. Lúc này, vị Tổng trấn đã 58 tuổi, vẻ mặt sôi nổi và thông minh, ông ta hơi thấp bé và gầy, nhưng hoạt bát và không thấy cơ thể bị khuyết tật gì. Có điều, ông ta đã rụng khá nhiều răng. Ông ấy cũng ăn mặc giản dị với bộ đồ lụa và chiếc khăn quấn đầu màu đen. Crawfurd tặng quà cho Tổng trấn, ông ấy từ chối, rất khác biệt với các vị quan tham lam ở Xiêm. Một lần nữa, vị Tổng trấn lại đòi hỏi phải có thư của vua Anh gửi cho vua Việt, bởi vì chỉ có vua mới gửi thư cho vua. Nếu chỉ có thư của Toàn quyền Ấn Độ [một vị quan] thì ông ấy chỉ giúp chuyển nó cho vị quan Tượng binh [Mandarin of Elephants], người kiêm nhiệm Ngoại giao ở Huế. Vị quan Tượng binh này có thể là Chưởng Tượng quân kiêm quản lý Thương bạc sự vụ Nguyễn Đức Xuyên. Quan Tổng trấn thậm chí còn không mở thư của Toàn quyền Hastings ra xem mà chỉ nhờ sơ qua phong bì rồi trả lại Crawfurd. Ngoài ra, vị Tổng trấn còn mời đoàn Crawfurd xem một buổi biểu diễn đấu nhau giữa voi và cọp. Crawfurd được tặng trâu, heo, gà vịt, heo quay.. đổi lại, Crawfurd bí mật tặng quan Tổng trấn thuốc súng.
Người Cochin China rất mê đá gà (chọi gà). Ông Tổng trấn, chơi đá gà hai lần một tháng và mời nhiều quan chức tham dự.

Tại Huế, ngày 12 tháng 10 năm 1822, không có cuộc gặp mặt nhà vua nào được tổ chức cho đoàn của Crawfurd. Ông được cho phép quay lại Đà Nẵng bằng đường bộ để tham quan. Trước khi rời Huế, Crawfurd đến phủ của vị quan Tượng binh (kiêm Ngoại giao) để thương thảo lần cuối. Quan Tượng binh đã chất vấn Crawfurd một số điều về cuộc ghé thăm Sài Gòn như: Crawfurd tự nguyện dâng thư của Toàn quyền Anh cho Tổng trấn [Lê Văn Duyệt] hay là ông ta [Lê Văn Duyệt] ép? Và rằng: Không ai được phép xem thư của nhà vua trước khi nó được trình lên ngài ấy cả. Crawfurd nhận ra sự ghen ghét của triều đình đối với quan Tổng trấn thành Gia Định. Theo tìm hiểu của Crawfurd, Lê Văn Duyệt không chỉ là nhân vật đứng đầu cả nước về đẳng cấp và quyền lực, mà còn ở sự cứng rắn, tài năng và liêm chính của ông ta. Việc Lê Văn Duyệt phải rời kinh đô để đi trấn thủ Gia Định là một mất mát lớn, khiến những quan chức tham lam không còn bị ai kiềm chế. Minh Mạng cố nhiên đố kị với uy danh của quan Tổng trấn.

#### Miến Điện
Việc giao thiệp với Miến Điện (hoặc Diến Điện, vương quốc Ava) là một trong những bằng cớ đầu tiên mà nhà Nguyễn dùng để kết tội chém và thắt cổ Lê Văn Duyệt.
Đại Nam Thực lục và Liệt truyện chép:
Quý mùi, năm Minh Mệnh thứ 4 [1823], mùa đông, quốc vương nước Diến Điện sai sứ đến thông hiếu.
Khi trước Tổng trấn Gia Định là Lê Văn Duyệt sai thuộc hạ là Nguyễn Văn Độ đi thuyền buôn sang các nước bên ngoài nước Hồng Mao tìm mua đồ binh dụng, bị gió bạt đến trấn Đào Quai nước Diến Điện. Vua Miến Điện sai bồi thần là Hợp Thời Thông Thụ Nhĩ Miêu Ty Chỉ-Tu-Giá Tha đem quốc thư và phẩm vật đến dâng, xin nước ta tuyệt giao với nước Xiêm. Sứ giả đến Gia Định, Duyệt cho dịch thư ấy ra tâu lên, việc giao cho đình thần bàn, khước lời xin ấy trả cả lễ cống.
Sai Quản cơ Nguyễn Văn Uẩn và Chánh tuần hải đô dinh Hoàng Trung Đồng đem binh thuyền và mang lương tiền 6 tháng, đưa sứ giả đến địa đầu Diến Điện thì về. Lại sai bộ Lễ đem việc ấy báo cho nước Xiêm. Người Xiêm gửi thư đến tạ.
Trong quyển sách của mình, John Crawfurd cũng ghi lại tường trình của sứ giả Miến Điện khi đến Việt Nam. Sứ giả Miến Điện là Gibson, có cha là người Anh, đã tường thuật khá chi tiết về hành trình và các sự kiện ở Gia Định Thành lúc ấy. Đối với Lê Văn Duyệt, Gibson được trực tiếp gặp mặt và trao đổi nhiều lần.
...Ngày 12 tháng 6 năm 1823, [Trần Nhật Vĩnh] viên thư ký của quan Tổng trấn đến chỗ sứ đoàn để hỏi tình hình dịch thuật quốc thư và trao thư mời dự tiệc ở dinh thự Tổng trấn. Sứ đoàn được gặp Lê Văn Duyệt, lúc ấy khoảng 50-60 tuổi, vóc người nhỏ nhưng linh hoạt, dáng dấp của người cựu binh. Quan Tổng trấn vốn người gốc Mitho, theo phò tá cố vương Gialong. Ông từng lưu vong ở Xiêm với Gialong. Sau nhiều công trạng, ông leo lên các cấp bậc cao hơn. Ông được kính nể bởi người dân Việt Nam và kinh sợ bởi người Kambojans và Siam...
Ngày 10 tháng 8, sứ đoàn thấy rằng cứ mỗi tuần lại có 3 hoặc 4 phạm nhân bị hành quyết. Quan Tổng trấn rất nghiêm khắc trong việc thực thi công lý, không cho phép ai thoát tội. Ngài cho rằng những kẻ tội nhân đó không có ích gì cho xã hội mà chỉ là gánh nặng. Vị quan đưa sứ đoàn từ Cần Giờ lên Sài Gòn, vừa bị kết tội nhận hối lộ và tham nhũng. Ông ta bị tịch thu tài sản và hai vợ chồng bị đóng gông cổ. Ông quan này ăn chặn tiền lương của công nhân đào kênh Hà Tiên, và tống tiền nông dân làng bên cạnh. Tổng số tiền đó chưa tới 1.000 quan tiền. Khi đi qua chợ vào buổi chiều để xem voi biểu diễn, sứ đoàn thấy chỗ hành hình 3 phạm nhân hồi sáng, vẫn còn mấy cái gông nằm đó...
...sứ đoàn có buổi hội đàm với quan Tổng trấn. Ông cho biết việc ông về kinh là vì sứ mệnh bang giao này, ông muốn nó được thực hiện và nhà vua Minh Mạng hiếm khi nào hành động trái với lời khuyên của ông...
Quan Tổng trấn dường như có đầy đủ thông tin về kết quả cuộc chiến của hoàng đế Napoleon Bonaparte, nhất là trận Waterloo và cái chết của ông ấy ở St. Helena. Quan Tổng trấn thương xót cho Napoleon và nói cho các viên quan Việt Nam rằng, sai lầm duy nhất của Napoleon là ông ấy có tham vọng quá to lớn. Và sau khi làm cho thế giới hỗn loạn bằng những cuộc chiến, Napoleon chẳng mang lại điều gì tốt đẹp cho nước Pháp. Quan Tổng trấn ca ngợi người Anh, nhưng lại cho rằng họ cũng quá đỗi tham vọng...
Trong thời gian này, sứ đoàn gặp phải hai vụ việc tàn khốc cho thấy sự nghiêm khắc và chuyên quyền cực lớn của quan Tổng trấn. Một viên quan thuộc đoàn tùy tùng về kinh với quan Tổng trấn đến xin ông cho mình được đi sau vài ngày do vợ bệnh, quan Tổng trấn tức giận với lời cầu xin, lập tức sai lính kéo viên quan ra cổng chém đầu ngay tức khắc. Cùng lúc ấy, một viên quan khác, người gốc Tonquin, làm giám sát việc đào kênh Athien, đến chào hỏi quan Tổng trấn. Quan Tổng trấn trước đó đã nghe một số điều không tốt về hành vi của viên quan này, trong khi viên quan chưa kịp lạy xong 4 lạy theo lễ, quan Tổng trấn ra lệnh kéo viên quan ra chợ hành hình...
Quan Tổng trấn Lê Văn Duyệt và hai vị quan người Pháp Vanier và Cheneaux thì lại ủng hộ liên minh với Miến Điện...Trong triều đình nhà Nguyễn, không một ai có đủ thông minh trừ ngài Tổng trấn Lê Văn Duyệt, người thường hay cười trước sự ngu xuẩn của các vị quan khác. Thậm chí Lê Văn Duyệt còn gợi ý nhẹ nhàng nhà vua Minh Mạng về ý định hoang đường của nhà vua, bởi thực tế thì Minh Mạng cũng chỉ là một chư hầu của hoàng đế Trung Hoa mà thôi...
Hiện nay, đạo Công giáo vẫn được công khai tôn thờ ở phần miền nam của đất nước, nơi người theo đạo được bảo vệ và khích lệ bởi Tổng trấn Tai-kun...

## Đường phố
Từ thời Pháp thuộc, ở thị xã Vĩnh Yên thuộc tỉnh Vĩnh Yên cũ (ngày nay là thành phố Vĩnh Yên thuộc tỉnh Vĩnh Phúc) có một tuyến phố mang tên là phố Lê Văn Duyệt. Sau khi tiếp quản Vĩnh Yên vào năm 1954, chính quyền mới đã cho đổi tên phố này thành tên mới là phố Tân Lập, nay gọi là phố Lê Xoay.
Từ năm 1929, tại Sài Gòn, chính quyền thuộc địa cũng cho đặt tên đường Lê Văn Duyệt cho một con đường nhỏ ở phía sau chợ Tân Định. Đến năm 1955 thì đổi tên thành đường Mã Lộ cho đến nay.
Ở Thành phố Hồ Chí Minh trước năm 1975 (khi đó là thành phố Sài Gòn và tỉnh Gia Định) có tới hai con đường mang tên Lê Văn Duyệt. Ngày 14 tháng 8 năm 1975, đường Lê Văn Duyệt của đô thành Sài Gòn cũ đổi thành đường Cách Mạng Tháng Tám; còn đường Lê Văn Duyệt của tỉnh Gia Định cũ (nay thuộc địa bàn quận Bình Thạnh) cũng bị đổi tên và nhập chung với đường Đinh Tiên Hoàng (đoạn từ cầu Bông đến Lăng Ông Bà Chiểu), tuy nhiên đã được đổi lại thành Lê Văn Duyệt vào ngày 11 tháng 7 năm 2020.
Ngoài ra trước năm 1976, Quận 3 còn có một phường mang tên Lê Văn Duyệt, ngày nay là địa bàn các phường 10 và 11.
Tên đường Lê Văn Duyệt vốn có từ trước năm 1975 nhưng vẫn được giữ nguyên, không bị thay đổi thành tên khác cho đến ngày nay tại một số thành phố, thị xã, thị trấn ở miền Nam và miền Trung như Bạc Liêu, Mỹ Tho, Trà Ôn (thuộc Vĩnh Long), Lái Thiêu (thuộc Bình Dương), Phước Long (thuộc Bình Phước).
Hiện nay, tại Bạc Liêu có một con đường mang tên ông tại phường 3, thành phố Bạc Liêu. Tại thị xã La Gi, Phan Thiết, từ năm 2009 có đường Lê Văn Duyệt, từ đường Tôn Đức Thắng đến đường Kinh tế mới Tân An, dài 2200m x rộng 8m. Ở thành phố Biên Hòa, Đồng Nai, đường số 11 Khu công nghiệp Biên Hòa I nối từ Cù lao Phố đến Ngã ba Vũng Tàu được đổi thành đường Lê Văn Duyệt năm 2012. Thành phố Bà Rịa có một tuyến đường mang tên Lê Văn Duyệt ở phía bắc phường Long Toàn, song đang còn bị chia cắt thành nhiều đoạn rời nhau.
Đà Nẵng cũng có con đường tên Lê Văn Duyệt chạy dọc sông Hàn thuộc quận Sơn Trà.

## Sách tham khảo
- Quốc sử quán Triều Nguyễn, Quốc triều sử toát yếu (Phần Chính biên, bản dịch). Nhà xuất bản Văn học, 2002.
- Quốc sử quán Triều Nguyễn, Đại Nam thực lục (Tập 2). Nhà xuất bản Giáo dục, 2007.
- Quốc sử quán triều Nguyễn, Đại Nam liệt truyện (toàn tập). Nhà Xuất Bản Thuận Hóa.
- Việt Nam Sử Lược, Trần Trọng Kim, Nhà xuất bản Văn hóa Thông tin.
- Phạm Văn Sơn, Việt sử tân biên (Quyển IV). Tủ sách sử học Việt nam xuất bản, Sài Gòn, 1961.
- Vương Hồng Sển, Sài Gòn năm xưa. Nhà xuất bản Thành phố Hồ Chí Minh, 1991.
- Sơn Nam, Lăng Ông Bà Chiểu và Lễ hội văn hóa dân gian. Nhà xuất bản Trẻ, 2009.
- Huỳnh Minh, Gia Định xưa. Nhà xuất bản Thanh Niên in lại năm 2001.
- Nguyễn Q. Thắng-Nguyễn Bá Thế, Từ điển nhân vật lịch sử Việt Nam. Nhà xuất bản Khoa học xã hội, 1992.
- Trịnh Vân Thanh, Thành ngữ, điển tích, danh nhân từ điển (quyển 1), Sài Gòn, 1966.
- Nguyễn Khắc Thuần, Việt sử giai thoại (Tập 8). Nhà xuất bản Giáo dục, 1999.
- Trần Nam Tiến chủ biên, Hỏi đáp lịch sử Việt Nam (Tập 3). Nhà xuất bản Trẻ, 2007.
- Hoàng Lại Giang, Lê Văn Duyệt. Nhà xuất bản Văn hóa Thông tin, 1999.
- Lê Vinh Bổn, TỔNG TRẤN LÊ VĂN DUYỆT VÀ NHỮNG CÔNG TRÌNH CÒN LẠI. Nhà xuất bản Văn hóa Thông tin Quảng Ngãi, 2012.